# Главно представление
„Главно представление“ (на английски: Command Performance) е американски игрален филм от 2009 г. Сценарист, режисьор и изпълнител на главната роля е Долф Лундгрен.
Филмът е сниман в София и Москва.

## Сюжет
Когато по време на рок концерт в Москва руският премиер е взет за заложник, за барабаниста на групата (в ролята Долф Лундгрен), който се оказва и бивш пехотинец, е въпрос на чест да го спаси. Или както обяснява самият Лундгрен за сценария: „Това ще е все едно гледате „Умирай трудно“ по време на рок концерт!“. Екшън звездата допълва, че идеята за сценария му всъщност е на поп кралицата Мадона, която преди няколко години изнася концерт специално за Владимир Путин.

## Актьорски състав
| Актьор                   | Роля                                       |
| ------------------------ | ------------------------------------------ |
| Долф Лундгрен            | барабанистът Джо                           |
| Мелиса Молинаро          | поп звездата Винъс                         |
| Христо Шопов             | Петров, президентът на Русия               |
| Дейв Леджено             | Олег Казов, главатарят на терористите      |
| Захари Бахаров           | агент Михаил Каписта, охрана на президента |
| Ида Лундгрен             | Анна Петрова, дъщерята на президента       |
| Робин Добсън             | Яна Петрова, дъщерята на президента        |
| Хари Аничкин             | генерал Ворошилов                          |
| Катрин Хуат              | секретар                                   |
| Клемент фон Франкенстайн | посланик Брадли                            |
| Ивайло Герасков          | Леонид Гордов                              |
| Джемс Чок                | Владимир                                   |
| Шели Варод               | Али Конър, тв журналистка                  |
| Катаржина Волейньо       | майор Павликова                            |
| Райчо Василев            | Антон                                      |
| Слави Славов             | капитан Симеонов                           |
| Наум Шопов младши        | Питър                                      |
| Атанас Сребрев           | Енцо                                       |
| Владимир Колев           | Николай                                    |
| Николай Илиев            | Ейди                                       |
| Анна Кулинова            | барман                                     |
| Дарин Ангелов            | оператор                                   |
| Деян Каменов             | Василий                                    |
| Рене Шиндаров            | Олег Казов, млад                           |
| Надежда Иванова          | хубавицата                                 |
| Николай Станоев          | звукооператорът на Али                     |
| Юлиян Вергов             | командващият руски войник                  |
| Красимир Тодоров         | D-2 Cmf                                    |
| Явор Александров         | D-2 Cmf                                    |
| Александър Обретенов     | D-2 Cmf                                    |
| Десислав Семерджиев      | D-2 Cmf                                    |
| Димитър Кърнев           | D-2 Cmf                                    |
| Велислав Павлов          | Merc # 1                                   |
| Росен Ковачев            | Merc # 2                                   |
| Димо Димов               | Merc # 3                                   |
| Тихомир Тенев            | Merc # 4                                   |
| Лазар Николов            | Merc # 5                                   |
| Горан Ганчев             | Merc # 6                                   |
| Паша                     | Suit # 1                                   |
| Марк Куулидж Джонсън     | Suit # 2                                   |
| Лес Уелдън               | Suit # 3                                   |
| Ивайло Спасимиров        | младият президент Петров                   |
| Димитър Дойчинов         | терорист                                   |
| Валентин Ганев           | секретар                                   |
| Ники Илиев               | помощник                                   |
| Андрей Ковальов          | Пилигрим, певецът на групата               |
| Катрин Хуат              | сценичен мениджър                          |
| Розелбел Рафър           | рокаджийката                               |
| Розелбел                 | момиче от рок групата                      |
| Ирсон Кудикова           | Ирсон                                      |